# Bernhard Grau (Historiker)

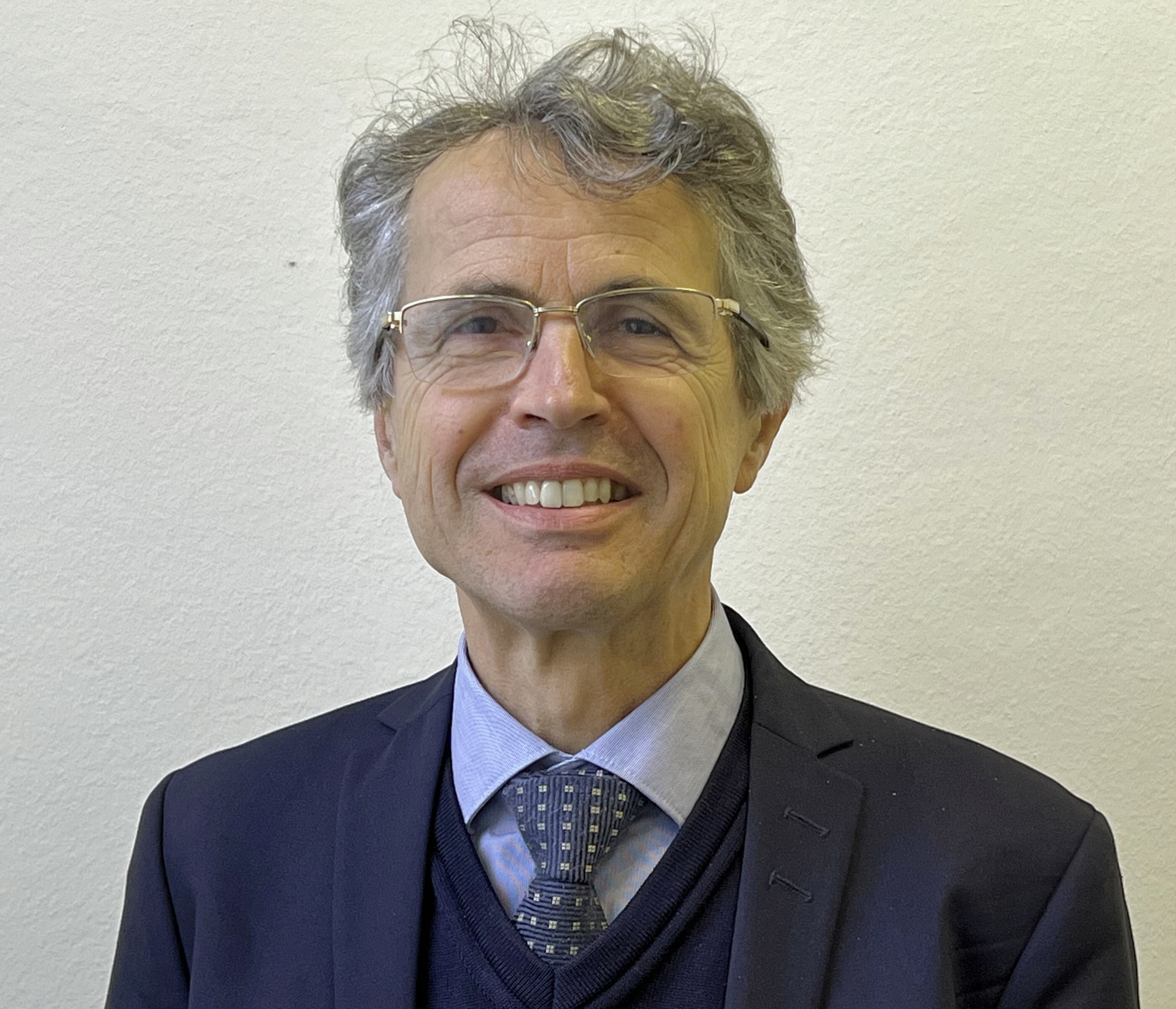
Bernhard Grau, 2023

Bernhard Grau (* 2. April 1963 in Planegg) ist ein deutscher Historiker, Archivar und Autor. Von Februar 2018 bis August 2022 war er Leiter des Bayerischen Hauptstaatsarchivs und amtiert seit September 2022 als Generaldirektor der Staatlichen Archive Bayerns.

## Herkunft und Ausbildung
Bernhard Grau wuchs im Münchner Vorort Planegg auf. Das Abitur absolvierte er auf dem Kurt-Huber-Gymnasium im benachbarten Gräfelfing. Nach dem Grundwehrdienst studierte er Geschichte und Rechtsgeschichte an der Universität München. Den Magister Artium erwarb Grau 1990 mit einer Arbeit über die Geschichte der Münchner USPD. Promoviert wurde er mit einer biographischen Studie über den ersten bayerischen Ministerpräsidenten Kurt Eisner. Betreut wurde die Doktorarbeit von Friedrich Prinz und Marita Krauss. Von 1993 bis 1996 besuchte Bernhard Grau die Bayerische Archivschule.

## Beruflicher Werdegang
Seit 1996 ist Grau in der bayerischen Archivverwaltung tätig. Er war von 2007 bis 2018 als Leitender Archivdirektor „Ständiger Vertreter der Generaldirektorin der Staatlichen Archive Bayerns“. Am 1. Februar 2018 wurde er zum Direktor des Bayerischen Hauptstaatsarchivs ernannt. Am 1. September 2022 wurde er zum Generaldirektor der Staatlichen Archive Bayerns berufen.
Im Rahmen der von der Konferenz der Leiterinnen und Leiter der Archivverwaltungen des Bundes und der Länder (KLA) organisierten Gremienarbeit engagiert sich Grau in einer Vielzahl von Arbeitsgruppen und Ausschüssen für Bund-Länder-übergreifende Kooperationen. Neben Aussonderungs- und Bewertungsfragen steht dabei vor allem die Archivierung elektronischer Unterlagen im Fokus. Von 2009 bis 2013 war er Vorsitzender der KLA-Arbeitsgruppe Elektronische Systeme in Justiz und Verwaltung (AG ESys), von 2013 bis 2018 war er Vorsitzender des KLA-Ausschusses Records Management. Er ist Mitglied der Bund-Länder-Arbeitsgruppe „Archivierung von Geodaten“, die 2013 von der KLA und der Arbeitsgemeinschaft der Vermessungsverwaltungen der Länder der Bundesrepublik Deutschland (AdV) installiert wurde. 2015 veröffentlichte die Arbeitsgruppe ihren Abschlussbericht, 2020 wurde sie neu konstituiert.
Bernhard Grau ist Lehrbeauftragter der Universität Augsburg, und Mitglied im Triarium des Südwestdeutschen Archivtags. Zudem fungiert Grau als einer der stellvertretenden Vorstände des Münchner Zentrums für Editionswissenschaft/MüZE an der Ludwig-Maximilians-Universität.
Forschungsschwerpunkte von Bernhard Grau sind die Geschichte der Arbeiterbewegung, die Bayerische Verfassungsgeschichte, die Münchner Stadt- und Stadtteilgeschichte sowie die Archivwissenschaft unter besonderer Berücksichtigung der Archivgeschichte. Ein Schwerpunkt war und ist hierbei der Umgang mit Archivgut aus der Zeit des Nationalsozialismus und davor. Seine Biografie über Kurt Eisner gilt als das Standardwerk über den ersten Ministerpräsident des Freistaats Bayern.

## Publikationen

### Monografien
- Bernhard Grau: Biografie: Kurt Eisner 1867–1919. C.H. Beck Verlag, München 2017, ISBN 978-3-406-71494-8, S. 651.
- Bernhard Grau mit Marita Krauss: Zeichen der Zeit. Alltag in München 1933–1945. Verlag Dirk Nishen, Berlin 1991, ISBN 978-3-88940-065-9, S. 131.

### Kataloge
- Dokumente zur Geschichte der Verfassungsgerichtsbarkeit in Bayern, in: Bernhard Grau et alii: Zum 50jährigen Jubiläum des Bayerischen Verfassungsgerichtshofs. Konzeption und Texte: Bernhard Grau, Hermann Rumschöttel und Maria Rita Sagstetter, München 1997.[16]
- Uraufnahme. Die Anfänge der Katastervermessung in Bayern. Ausstellung des Bayerischen Hauptstaatsarchivs, 3. April – 12. Mai 2006, München 2006.
- Geborgene Schätze. Ausgewählte Neuerwerbungen des Bayerischen Hauptstaatsarchivs (= Staatliche Archive Bayerns. Kleine Ausstellungen. Nr. 54), München 2017.[17]
- 100 Jahre Bayerisches Hauptstaatsarchiv. Katalog zur Ausstellung, München 2021, ISBN 978-3-938831-75-5.[18]

### Beiträge (Auszüge)

#### Archivwissenschaft
- Das deutsch-amerikanische Projekt „Gemeinsames Fachkonzept Online-Erschließung“, in: Angelika Menne-Haritz: Online-Findbücher, Suchmaschinen und Portale. Beiträge des 6. Archivwissenschaftlichen Kolloquiums der Archivschule Marburg, Marburg 2002, S. 49–65.
- Archivalische Quellen. Monarch und Kabinett – Protokollserien zum Regierungshandeln in Bayern 1817 bis 1918, in: Dietmar Willoweit (Hrsg.): Grundlagen der modernen bayerischen Geschichte. Staat und Politik im Spiegel der Regierungsprotokolle des 19. und 20. Jahrhunderts (= Schriftenreihe der Historischen Kommission bei der Akademie der Bayerischen Wissenschaften. Band 78), Göttingen 2007, S. 46–69.
- Entschädigungs- und Rückerstattungsakten als Quellen der Zeitgeschichtsforschung, in: Neues, Wichtiges, Interessantes aus den Staatlichen Archiven Bayerns (= Forum Heimatforschung. Heft 14), München 2010, S. 102–120.
- Adelsarchivpflege in Bayern, in: Mitteilungen des Österreichischen Staatsarchivs, Bd. 56 (2011) – Archivpflege und Archivalienschutz. Das Beispiel der Familienarchive und Nachlässe, S. 703–737.
- Der bayerische Wald im Kartenbild. Von der Uraufnahme zur digitalen Flurkarte, in: Archive in Bayern 7 (2012), S. 369–399.
- Im bayerischen Archivwesen gehört ausgemistet – Die Staatlichen Archive Bayerns im Nationalsozialismus, in: Archivar. Zeitschrift für das Archivwesen, 70. Jg. (2017), Heft 4.
- Das Provenienzprinzip im Zeitalter der elektronischen Verwaltungsarbeit, in: Archivalische Zeitschrift, Bd. 97 (2021), S. 53–69.

#### Münchengeschichte
- Spuren durch die Zeit – Zur Pasinger Stadt(teil)geschichte 1840–1945, in: Spuren. Beiträge zur Pasinger Geschichte, hrsg. von der Geschichtswerkstatt Arbeiten und Leben in Pasing e.V., München 1989, S. 5–18.
- Die Zerstörung von Basilika und Kloster im Zweiten Weltkrieg, in: Lebendige Steine. St. Bonifaz in München. 150 Jahre Benediktinerabtei und Pfarrei. Eine Ausstellung der Benediktinerabtei St. Bonifaz München und Andechs und des Bayerischen Hauptstaatsarchivs zum 150. Jubiläum der Gründung durch König Ludwig I. (= Ausstellungskataloge der Staatlichen Archive Bayerns. Nr. 42), München 2000, S. 341–352.
- Leben in München. Von der Jahrhundertwende bis 1933, hrsg. von Marita Krauss und Florian Beck, München 1990.
- Zweiter Weltkrieg und Nachkriegszeit. Die Kriegsschäden und die Renovierung der 1950er Jahre, in: Klaus Rupprecht, Peter Pfister, Marita Sagstetter u. a.: St. Ludwig in München. Kirchenpolitik, Kirchenbau und kirchliches Leben (= Ausstellungskataloge der Staatlichen Archive Bayerns. Nr. 35), München 1995, S. 221–238.

#### Parteien und Arbeiterbewegung
- Anfänge und Entwicklung der organisierten Arbeiterbewegung in Pasing, in: Spuren. Beiträge zur Pasinger Geschichte, hrsg. von der Geschichtswerkstatt Arbeiten und Leben in Pasing e.V., München 1989, S. 19–55.
- Parteiopposition – Kurt Eisner und die Unabhängige Sozialdemokratische Partei, in: Hartmut Mehringer (Hrsg.): Von der Klassenbewegung zur Volkspartei. Wegmarken der bayerischen Sozialdemokratie 1892–1992 (= Schriftenreihe der Georg-von-Vollmar-Akademie. Bd. 5), München u. a. 1992, S. 126–137.
- Die halbe Macht den Räten? – Kurt Eisners staatsrechtliche Vorstellungen, in: Werner Wagenhöfer, Robert Zink (Hrsg.): Räterepublik oder parlamentarische Demokratie – Die 'Bamberger' Verfassung 1919, Bamberg 1999, S. 87–113.
- Kurt Eisner und sein Verhältnis zur Jugend im 1. Weltkrieg und in der Zeit der Revolution (1918/19) aus der Perspektive Ernst Tollers, in: Stefan Neuhaus, Rolf Selbmann, Thorsten Unger (Hrsg.): Ernst Toller und die Weimarer Republik. Ein Autor im Spannungsfeld von Literatur und Politik (= Schriften der Ernst-Toller-Gesellschaft. Bd. 1), Würzburg 1999, S. 47–58.
- Die bayerische SPD während der Weimarer Republik, in: Franz Maget und Karin Radermacher (Hrsg.): Mit Leidenschaft für Demokratie. 110 Jahre SPD-Landtagsfraktion in Bayern, München 2003, S. 34–61.
- Die Gewerkschaften der Eisenbahner in Bayern und ihr Verhältnis zum bayerischen Staat, in: Weichenstellungen. Eisenbahnen in Bayern 1835–1920. Eine Ausstellung des Bayerischen Hauptstaatsarchivs, München 2001, S. 393–407.
- Unter Republikanern und Republikfeinden, in: Kardinal Michael von Faulhaber 1869–1952. Eine Ausstellung des Archivs des Erzbistums München und Freising, des Bayerischen Hauptstaatsarchivs und des Stadtarchivs München zum 50. Todestag (= Ausstellungskataloge der Staatlichen Archive Bayerns. Nr. 44), München 2002, S. 176–200 (zusammen mit Guido Treffler).